# The Dresden Dolls (EP)
The Dresden Dolls è il primo EP pubblicato dal duo statunitense omonimo.
Esso è completamente separato dall'album di debutto con lo stesso titolo, si presenta infatti come una raccolta di demo.

## Tracce
1. "Half Jack" - 5.25
2. "Girl Anachronism" - 3.01
3. "The Perfect Fit" - 5.40
4. "Colorblind" - 5.31
5. "Good Day" - 5.36

## Formazione

### Gruppo
- Amanda Palmer - voce, piano
- Brian Viglione - batteria, chitarra acustica, basso

### Altri musicisti
- Brian Knoth - chitarra in "Good Day"